# 瀬戸智弘
瀬戸智弘（せと ともひろ、1976年10月19日 - ）は、日本の元陸上競技選手。専門は、長距離走。京都府生まれ、延暦寺学園比叡山高校出身。 高校卒業後、目標とする高岡寿成が所属するカネボウ陸上競技部に入部。2012年3月びわ湖毎日マラソンにて引退。引退後も、2017年の「ももクロ夏のバカ騒ぎ2017 -FIVE THE COLOR Road to 2020-」で男子1500mに出演している。

## 経歴
大津市立田上中学校卒業。3年生の時には、3000mで全日本中学校陸上競技選手権大会出場しているが、予選落ちしている。
延暦寺学園比叡山高校進学後、2年生の時に全国高校駅伝に3区で出場している。3年生の時に全国インターハイ、1500mと5000mの2種目に出場。全国高校駅伝では3区で出場し、19人抜きの区間3位で好走。
高校卒業後は、早田俊幸、高岡寿成が所属する鐘紡陸上部へ所属。入社2年目に全日本実業団対抗陸上Jr.5000mで優勝し頭角を現すと、その翌年の全日本実業団駅伝も5区でデビューしている。

## 主な戦績
1994年
- 富山インターハイ　1500ｍ　8位

1996年
- 全日本実業団対抗陸上　Jr.5000m　優勝

1998年
- 全国都道府県対抗男子駅伝　3区　区間賞
- 世界クロスカントリー 日本代表　65位

1999年
- 国際千葉駅伝　日本代表　4区　区間3位

2000年
- 福岡国際クロスカントリー　シニア10km　優勝
- 日本陸上競技選手権大会　5000m　2位

2001年
- 東アジア大会 日本代表　5000m　2位
- 日本陸上競技選手権大会　5000m　3位
- 全日本実業団対抗陸上　10000ｍ　5位

2002年
- 千葉国際クロスカントリー　シニア12km　2位
- 福岡国際クロスカントリー　シニア10km　2位
- 日本陸上競技選手権大会　5000m　3位
- アジア大会 日本代表　5000m　8位

2003年
- 日本陸上競技選手権大会　5000m　2位

2004年
- 熊日30㎞ロードレース　優勝　1時間29分50秒
- 福岡国際クロスカントリー　シニア10km　3位
- 全日本実業団ハーフマラソン　優勝　1時間01分49秒
- 日本陸上競技選手権大会　5000m　2位
- 南部忠平記念陸上　5000m　優勝
- 防府読売マラソン　10km　優勝　28分48秒（当時日本最高記録）

2005年
- 日本陸上競技選手権大会　5000m　優勝
- アジア選手権 日本代表　5000m　4位
- 東アジア大会 日本代表　5000m　2位

2006年
- 熊本甲佐10マイル公認ロードレース大会　3位

2007年
- 日本陸上競技選手権大会　5000m　3位
- ベルリンマラソン　9位

2008年
- 長野マラソン　2位
- 日本陸上競技選手権大会　5000m　8位

2010年
- 長野マラソン　7位

2011年
- 防府読売マラソン　7位